# Иљушин Ил-76
Иљушин Ил-76 (НАТО назив Candid) је четворомоторни тешки транспортни авион носивости 50/60 тона, производ руског конструкционог бироа Иљушин. Способан је да лети у веома тешким метеоролошким условима. Први пут је полетео 1971, а сада се серијски производи у фабрици авиона Авиастар у Уљановску.

## Пројектовање и развој
Иницијативу са развој авиона Иљушин Ил-76 покренуло је Министарство ваздухопловне индустрије Совјетског Савеза 28. јуна 1966. године дајући налог конструкторској групи Иљушина да испита могућност градње војног транспортног авиона са четири млазна мотора који би послужио за транспорт војника, падобранаца и војне опреме. На основу студије изводљивости разрађен је технички предлог на основу кога је влада донела одлуку 27. новембра 1967. да се почне рад на пројекту авиона Иљушин Ил-76. Пројект је додељен пројектном заводу „Стрела“ из Москве који је био у оквиру ваздухопловног комплекса Иљушин. Саставни део пројектног задатка је била спецификација војне опреме која је намењена за транспорт овим авионом и њен што лакши утовар и истовар. Додатни проблем при пројектовању овог авиона је био захтев за полетање и слетање са релативно кратких неасфалтираних полетно слетних стаза. Све ово је тражило изналажење и примену потпуно нових техничких решења у пројекту авиона Ил-76, што се пре свега односило на:
- високо подигнуто крило са подвешаним моторима и његову аеродинамичку конфигурацију,
- висок однос потиска и тежине авиона, четири млазна мотора и контра потисак за кочење авиона при слетању,
- високе перформансе кочионог система точкова главног стајног трапа.

Поред овога, авион се морао одликовати великом безбедности лета, поузданости и аутономије рада. На авиону је примењено преко 200 сертификованих проналазака и више од тридесет страних патената, тако да је овај авион био различит од постојећих транспортних авиона тога времена, како у Совјетском Савезу, тако и у иностранству.
Први прототип авиона Иљушин Ил-76 је полетео 25. марта 1971. године, а маја месеца је приказан руководству земље на аеродрому Внуково крај Москве, а затим је приказан на међународној изложби ваздухопловства и космонаутике у Паризу. До 21. априла 1976. године, направљено је и тестирано четири прототипа ових авиона када је влада усвојила Иљушин Ил-76 као војни транспортни авион.

## Технички опис
Авион Иљушин Ил-76 је потпуно металне конструкције, висококрилац са четири млазна мотора који су постављени на гондолама испод крила. Мотори су опремљени уређајима за контра потисак (реверзибилни залистак-кашика) који се користе при кочењу авиона на писти. Носивост авиона је 50, новијих верзија 60 тона. На репном делу се налазе врата са рампом за утовар или истовар терета, а цео пртљажни простор покривен је са два крана за механизован утовар и распоред терета у оквиру пртљажног простора. Пртљажни простор је ширине 3,45 а висине 3,4 m, док је дужина пртљажног простора 24,5 m. У пртљажни простор може стати 145 или 225 (варијанте Ил-76М и Ил-76МД са две палубе) путника, или 126 падобранаца са пуном ратном спремом. Авион има стајни трап система трицикл, предња носна нога има четири точка са гумама ниског притиска а задње ноге које представљају и основне, се налазе испод трупа авиона и свака има по 8 точкова са нископритисним гумама. Авион има укупно 20 точкова који му омогућавају безбедно слетање и на лоше припремљеним пистама.

## Варијанте авиона Ил-76
Авион Иљушин Ил-76 се производио у фабрици авиона у Ташкенту, у Узбекистану, у СССР. Авион Иљушин Ил-76 је прављен пре свега као тешки транспортни авион, који се користи и за цивилне и војне сврхе, а варијанте су проистекле из одређених намена авиона. Наводе се само основне верзије овог авиона:
- Ил-76 - основни први производни модел авиона,
- Ил-76Т - побољшани дизајн и додати резервоари за гориво,
- Ил-76ТД - даља побољшања у односу на модел Т,
- Ил-76М - Специјална војна верзија наоружана топовима,
- Ил-76МД - војна верзија авиона Ил-76ТД,
- Ил-76П(ТП, ТДП) - противпожарни авион,
- Ил-76ПС - спасилачка верзија за потраге на мору,
- Ил-76MD - летећа болница,
- Ил-76ЛЛ - летећа лабораторија за испитивање нових мотора,
- Ил-76К/МДК - авион за симулирање бестежинског стања за обуку космонаута,
- "976"(СКИП) - летеће командно место,
- Ил-78 - модификација авиона Ил-76МД у летећи танкер,
- А-50 - AWAX авиона на бази Ил-76,
- Аднан1 (Багдад) - AWAX верзија Ил-76МД за ирачку армију са радаром Томсон,
- Аднан2 - Аднан опција 1 за навођење и контролу авиона,
- Ил-76МД-90А - темељна модификација авиона са новим ефикаснијим ПС-90А-76 моторима, познат и као Ил-476

## Оперативно коришћење
Иљушин Ил-76 је поставио неколико светских рекорда у ваздухопловству. У јулу 1975. године са теретом од 70.121 kg достигао је висину од 11.875 m. Истог дана летећи по затвореном кругу постигао је просечну брзину од 857,657 km/h, са теретом од 70 тона на удаљености од 1.000 km. Тих дана Ил-76 је поставио 25 различитих светских рекорда. Из овог авиона су и падобранци поставили неколико светских рекорда.

### Коришћење у свету
Иљушин Ил-76 је авион који се користи како за војне тако и за цивилне потребе. У свету је регистровано преко 114 оператора који користе ове авионе. Највећи војни корисници су Русија, Украјина, Индија и Белорусија. Први авиони овог типа су испоручени Совјетском војном ваздухопловству 1974. године, а већ следеће године је постао главни совјетски стратешки транспортни авион. На линије цивилног совјетског авио оператера, Аерофлота је укључен 1976. године.
Између 1976 и 1991, за време совјетског ангажовања у Авганистану, овим авионима је направљено 14.700 летова, транспортовано 786.200 војника и 315.800 тона терета. С обзиром да су Ил-76 високо летели, били су ван домашаја устаничке ПА (противавионске артиљерије) зато су устаници покушавали да их оборе при слетању и полетању ракетама Стингер и Стрела или митраљеском ватром великог калибра. Пошто је Ил-76 авион веома чврсте конструкције могао је да истрпи велика оштећења и да остане оперативан, тако да је излазак из строја ових авиона у току авганистанског сукоба био веома мали. Ослањајући се на ова искуства, када су САД напале Авганистан, њихови канадски савезници су највећи део опреме из Канаде за Авганистан транспортовале авионима Иљушин Ил-76, цивилних авио-превозника. Авион је коришћен и за екстремно тешке метереолошке услове као што су летови на Арктик и Антарктик. Један од ових авиона је базиран у Аргентини баш за ове потребе.
Варијанта авиона Иљушин Ил-76 направљена као авио танкер носи ознаку Ил-78 и произведено их је у 50 примерака. Совјетски AWACS је направљен на авиону Иљушин Ил-76 и носи ознаку Беријев А-50. Овај авион је направљен у 25 примерака и поред Руског војног ваздухопловства користи се још у оружаним снагама: Кине, Индије и Ирана. Сличан авион на Иљушин Ил-76 основи али са француским радаром био је направљен за Ирачко ратно ваздухопловство (2 примерка).
Авионе Иљушин Ил-76 често користи УН за доставу хуманитарне помоћи широм света. Веома успешан „водени бомбардер“ Иљушин Ил-76П се широм света користи као противпожарни авион, а доказ је и то да и САД користе услуге оваква два авиона.

### Коришћење код нас
Од авио-компанија у Србији ове авионе користи Космас ер и Ер Томиско. Компанија Космас ер је регистровала 2004. године један авион Иљушин Ил-76ТД а због нараслог обима пословања у току 2005. године узима у закуп још два авиона истог типа. Компанија Ер Томиско је 2006. године регистровала један авион Иљушин Ил-76ТД. Иако су обе компаније успешно пословале и оствариле знатне сате налета без икаквих пријава, пошто је Србија прихватила европске стандарде који се односе на област одржавања летелица 2007, исте године су им укинута уверења о способности за обављање јавног авио-превоза па су ове фирме своје авионе пререгистровале у другим земљама које немају ограничења за коришћење руских авиона.
Један авион Иљушин Ил-76П за противпожарна дејства Министарства за ванредне ситуације Русије је повремено базиран на аеродрому Константин Велики у Нишу одакле је учествовао у гашењу пожара на територијама Србије, Бугарске и Грчке у току 2008. и 2009. године, где је показао сву своју ефикасност.

## Земље које користе или су користиле овај авион
| - Алжир - Ангола - Јерменија - Азербејџан - Белорусија - Буркина Фасо - Кина - Камбоџа - Демократска Република Конго | - Република Конго - Екваторијална Гвинеја - Мађарска - Индија - Иран - Ирак - Казахстан - Киргистан - Лаос | - Летонија - Либија - Мали - Молдавија - Северна Кореја - Русија - Србија - Сијера Леоне - СССР - Судан | - Сирија - Туркменистан - Украјина - САД - Уједињени Арапски Емирати - Узбекистан - Јемен - Зимбабве - UN |

## Галерија
- Мотори авиона Иљушин Ил-76МД
- Унутрашњи изглед авиона Иљушин Ил-76МД
- Командна табла Ил-76МД
- Стаклени нос Иљушин Ил-76
- Авион Иљушин Ил-76МД слеће
- Ваздушни десант